# Conquista musulmana de Transoxiana
Se conoce como conquista musulmana, o árabe, de Transoxiana al conjunto de  las conquistas de los siglos VII y VIII por parte de los árabes —omeyas y abasíes— en la región centroasiática de la Transoxiana, localizada entre los ríos Oxus (Amu Darya) y Jaxartes (Syr Darya), que hoy es parte de Uzbekistán, Tayikistán, Kazajistán y Kirguistán.

## Antecedentes
Los árabes habían llegado a Asia Central en la década posterior a su victoria decisiva en 642 en la batalla de Nihavand, cuando completaron la conquista del antiguo Imperio sasánida al apoderarse de las regiones de Sistán y de Jorasán. Abdallah ibn Amir conquistó Merv, la capital de Jorasán, en 651; con esta conquista los límites del naciente Califato alcanzaron el río Oxus. Las tierras allende el Oxus —la Transoxiana, conocida por los árabes simplemente como «la tierra más allá del río» (mā wara al-nahr)— eran diferentes a las que los árabes habían encontrado antes: no solo tenían una topografía variada, desde las remotas montañas del Hindú Kush hasta los fértiles valles de los ríos y los desiertos con ciudades en los oasis, sino que también estaban habitadas por pueblos diversos, tanto sedentarios como nómadas, y en lugar de tener una única administración imperial, como la de los persas, estaban organizados en muchos pequeños principados independientes.
Desde el punto de vista geográfico, político y social, Transoxiana estaba dividida en cuatro regiones:
- Tocaristán (o Bactriana), en el Oxus superior, rodeada por las montañas Hissar al norte, y por el Hindú Kush al este y al sur;
- Sogdia o Sogdiana, al este del Oxus medio y alrededor del río Zeravshan;
- Corasmia, en el Oxus inferior y en la desembocadura en el mar de Aral;
- y las tierras al norte de las montañas Hissar y a lo largo del río Jaxartes, incluido el valle de Ferganá.[Ken 4]

La población pertenecía a dos grupos lingüísticos amplios: los hablantes de lenguas iranias, que en el siglo VII solían estar urbanizados, y los pueblos túrquicos, que eran todavía en su mayoría nómadas. De hecho, la historia de Transoxiana había estado dominada por las invasiones de los pueblos nómadas de Asia Central. En el siglo II a. C., los yuezhi destruyeron el reino grecobactriano y lo sustituyeron con el Imperio kushán; en tiempos de este el budismo se había extendido por la región. A los kushán les sucedieron los heftalitas a principios del siglo V, cuyo dominio duró hasta el ascenso del kaganato túrquico a mediados del VI. Después de que el gran kaganato se dividiera en dos, el kaganato de los turcos occidentales mantuvo hegemonía sobre los diversos principados de Transoxiana, y en ocasiones emprendió incursiones que llegaron incluso hasta Balj.
Cuando el monje budista chino Xuanzang visitó Tocaristán en 630, encontró no menos de veintisiete principados diferentes, bajo la autoridad general de un príncipe turco (shad) que residía en Kunduz y que era el primogénito jabghu de los turcos occidentales. Tras la desaparición del kaganato túrquico occidental en la década del 650, este virrey se independizó y se arrogó el título de jabghu. Los jabghus mantenían cierta autoridad nominal sobre los demás principados de Tocaristán: y los príncipes de la región, muchos de los cuales eran jefes turcos y gobernadores independizados tras la caída del kanato, eran en la práctica independientes. Al norte del Oxus, en el Alto Tocaristán, los principados más importantes de este a oeste eran Badajshán, Juttal, Kubadhiyan y Saghaniyan. Al sur del Oxus, en el Bajo Tocaristán, se encontraba Balj, la antigua capital de toda la región, que seguía siendo el asentamiento más importante de Tocaristán y su principal centro religioso, con la famosa estupa budista de Naubahar que atraía peregrinos de todas partes. Principados importantes fueron los de Yuzyán, Badghís, Herat y Bamiyán. Tras estos, en el Hindú Kush, se hallaba Kabul.
Al norte y al oeste de la cordillera Hissar, a lo largo del río Zeravshan, se encuentra la región de Sogdiana, tierra de cultura persa, con tradición, idioma y escritura propias, que están bien documentadas en los descubrimientos arqueológicos y las referencias literarias. Sogdiana también se dividió en varios pequeños principados, pero los dos centros principales de Bujará y Samarcanda los dominaban a todos. Los sogdianos eran particularmente activos como comerciantes en la llamada «Ruta de la Seda». Los documentos chinos parecen sugerir que la mayoría de los príncipes de la región pertenecían a un mismo linaje, y que su jfe, el señor de Samarcanda, estaba ligado por matrimonio con los grandes kanes turcos. La mayoría de estos magnates usaban títulos persas (judah, sah), pero algunos también los tenían turcos, y el señor de Samarcanda, como el principal, usaba el de ijshid (al igual que los reyes de Ferganá). El gobierno era hereditario, pero también desempeñaron un importante papel los terratenientes (dihqans) y los comerciantes adinerados, quienes poseían, según H. A. R. Gibb, «no solo gran autonomía sino también, en ocasiones, el poder de deponer al príncipe reinante y eligir a su sucesor».
Al norte y al este de Sogdiana se extendía la llamada «estepa hambrienta», una extensión de unos ciento sesenta kilómatros, que daba paso a las fértiles regiones que rodean el río Jaxartes. Este era un río menos caudaloso que el Oxus y fácilmente vadeable. La región comprendía el principado de Shash al noroeste y el valle de Ferganá al este, rodeado por las montañas Tien Shan, detrás de las cuales se encontraba la ciudad-oasis de Kasgar, la más occidental del Imperio chino. Al oeste de Sogdiana, igualmente aislada en medio del desierto, estaba Corasmia, habitada por un pueblo iraní sedentario y urbanizado. La historia de la zona entre finales del siglo III y el inicio de la conquista musulmana se conoce mal debido a la escasez de fuentes literarias y arqueológicas. Los estudiosos modernos discuten si la zona fue dominada por los kushán, en particular debido a la ausencia de rastros de budismo y al predominio religioso del zoroastrismo; al-Tabari afirma que fue conquistada por los sasánidas en tiempos de Ardashir I (224-242), y aunque las listas de provincias sasánidas no incluyen Corasmia, esta probablemente dependía de alguna manera de la Persia sasánida. Desde principios del siglo IV, tuvo su propia dinastía aborigen la afriguí, que se conoce por monedas y los relatos del erudito corasmio del siglo XI al-Biruni. Tampoco está claro si estuvo sometida a los turcos en los siglos VI y VII.
Transoxiana, como destaca el historiador medievalista británico Hugh N. Kennedy, «era una tierra rica, llena de oportunidades y riqueza, pero defendida por guerreros que valoraban mucho su independencia», y de hecho, su subyugación fue la más ardua y larga de las primeras conquistas musulmanas, y no se completó hasta que la batalla de Talas aseguró el dominio musulmán sobre la región en 751.

## Primeras incursiones musulmanas
Aunque las fuentes árabes dan la impresión de que los árabes comenzaron la conquista de la región en la década del 650, en realidad la mayor parte de las primeras guerras que si disputaron en la región fueron poco más que incursiones de saqueo y de imposición de tributos. La presencia árabe se limitó a una pequeña guarnición en Merv;y los gobernadores de Irak enviaban ejércitos anualmente para atacar y saquear  a los principados nativos. El primer ejército que penetró en la zona, el de Ahnaf ibn Qays en el 652, fue vencido por las fuerzas unidas del Bajo Tocaristán y tuvo que volverse a Merv al-Rudh. Sin embargo, una segunda expedición al mando de al-Aqra ibn Habis derrotó al príncipe de Yuzyán y ase apoderó de este, Faryab, Taloqan y Balj. Destacamentos árabes talaron la región y algunos alcanzaron Corasmia. La ciudad de Mayamurgh en Sogdiana fue saqueada en el 654. Poco después, sin embargo, la población local, acaudillada por Qarin (posiblemente miembro de la Casa de Karen) se rebeló. Los árabes evacuaron todo Jorasán y, según fuentes chinas, los príncipes de Tocaristán hicieron del hijo de Yazdegerd III, Peroz, rey titular de Persia durante un tiempo (651-679). Enfrascados en la primera fitna (656-661), los árabes no pudieron reaccionar, aunque las correrías continuaron entre 655-658.
Al concluir la guerra civil, se le confió nuevamente a Abdallah ibn Amir la restauración de la autoridad musulmana en el Jorasán. Se desconocen los detalles de lo que aconteció, ya que las tradiciones históricas los confunden con la conquista original de la zona por parte de Ibn Amir, pero la información que se conoce, sobre todo relatos tribales, sugiere una resistencia feroz ocasional y rebeliones, lo que suscitaron actos como la destrucción de la estupa de Naubahar por el lugarteniente de Ibn Amir, Qays ibn al-Hazam. Hasta el nombramiento de Ziyad ibn Abi Sufian como gobernador de Irak y del Califato oriental, los árabes no emprendieron una campaña sistemática de pacificación del Jorasán. Desde 667 hasta su muerte en 670, el lugarteniente de Ibn Abi Sufian en la zona, al-Hakam ibn Amr al-Ghifari, abordó una serie de campañas en Tocaristán, en las que los ejércitos árabes cruzaron el Oxus y penetraron en Saghaniyán. Peroz fue desalojado y una vez más huyó a China. Al morir al-Ghifari hubo otro gran levantamiento, pero su sucesor, Rabi ibn Ziyad al-Harizi, tomó la ciudad de Balj y derrotó a los rebeldes en Kuhistán, antes de cruzar el Oxus e invadir Saghaniyán. Otros contingentes árabes se apoderaron de los vados de Zamm y Amul, más al oeste; las fuentes árabes afirman que Corasmia fue conquistada al mismo tiempo. Más importante aún para el futuro de la presencia musulmana en la región, en el 671, Ziyad ibn Abi Sufian asentó a cincuenta mil guerreros con sus familias —en su mayoría de Basora y en menor grado de Kufa— en Merv. Esto no solo reforzó el elemento musulmán en Jorasán, sino que también proporcionó las fuerzas necesarias para la futura expansión en Transoxiana.
Cuando murió Ibn Abi Sufian, su hijo Ubayd Allah ibn Ziyad continuó su política; fue nombrado gobernador de Jorasán y llegó a Merv en el otoño del 673. Cruzó el Oxus la primavera siguiente e invadió el principado de Bujará, que por entonces regía una reina madre, conocida simplemente como «Jatún» (un título turco que significa «señora»), en calidad de regente de su hijo pequeño. Los árabes vencieron primero en las cercanías de la ciudad de Baykand y luego prosiguieron la marcha a Bujará. La tradición histórica local indica que los árabes sitiaron esta, y que los sitiados pidieron auxilio a los turcos, cosa que no mencionan las fuentes árabes, que simplemente afirman que los árabes obtuvieron una gran victoria sobre los bujaros. Siguiendo una práctica que aparentemente era común en la época, Ibn Ziyad reclutó dos mil cautivos, todos «arqueros hábiles», con la que formó su guardia personal. Lo que sucedió con Bujará no está claro, pero, según Gibb, la acción de Ibn Ziyad parece indicar que reconoció alguna forma de soberanía árabe y devino en estado tributario.
La victoria de Ibn Ziyad no tuvo continuación: sus sucesores, Aslam ibn Zurá y Abd al-Rahman ibn Ziyad, que se limitaron a emprender incursiones estivales allende el Oxus. Solo durante el breve gobierno de Saíd ibn Uthman en el 676, los árabes llevaron a cabo una importante expedición que se adentró en Sogdiana. Según al-Baladhuri y Narshaji, Ibn Uthman batió a una coalición local que comprendía las ciudades de Kish, Nasaf, Bujará y a los turcos, lo que obligó a Jatún a renovar la lealtad de su ciudad al Califato. Ibn Uthman marchó luego hacia Samarcanda, que se supone que asedió y conquistó. Tomó a cincuenta jóvenes nobles como rehenes, que luego fueron ejecutados en Medina, y en el trayecto de vuelta a territorio califal se apoderó de Termez, a orillas del Oxus, y recibió la rendición del príncipe de Yuttal.
Las primeras campañas árabes allende el Oxus alcanzaron Shash y Corasmia, y quedaron interrumpidas por la guerra entre tribus que estalló en Jorasán durante la segunda guerra civil islámica (683-692). Los gobernadores posteriores, especialmente Saíd ibn Uthman y al-Muhallab ibn Abi Sufra, intentaron conquistar el territorio allende el río, pero fracasaron. Los príncipes nativos, por su parte, aprovecharon las rencillas árabes, y con la ayuda del renegado árabe Musa ibn Abdallah ibn Jazim, quien en el 689 se adueñó de la fortaleza de Termez, expulsaron a los árabes de sus tierras. Sin embargo, los príncipes transoxianos estaban divididos y enemistados entre sí, y no se unieron para afrontar la conquista árabe, hecho que benefició a Qutayba a partir del 705.

## Guerras omeyo-turguesas
La mayor parte de Transoxiana fue finalmente conquistada por el campeón omeya Qutayba ibn Muslim en el reinado de al-Walid I (705-715). Las lealtades de las poblaciones iranias y turcas nativas de Transoxiana y las de sus soberanos autónomos siguieron siendo ambiguas, como se demostró en 719, cuando los reyezuelos de Transoxiana solicitaron ayuda militar a sus señores turgueses y a China para contender con los gobernadores califales.
Las campañas de Ibn Muslim se han mezclado con una misión diplomática musulmana a China en crónicas árabes. Los documentos chinos datan esta en el 713. El príncipe de Shash pidió ayuda a China contra Ibn Muslim.
Los turgueses respondieron con una serie de ataques contra los musulmanes de Transoxiana a partir del 720. A estas incursiones se sumó el levantamientos contra el Califato de los sogdianos. El gobernador omeya de Jorasán, Saíd ibn Amr al-Harashi, sofocó severamente la revuelta y restableció el dominio musulmán en la zona salvo en el valle de Ferganá, que perdió. La situación, excepto en esta comarca, volvió a ser casi la que existía en tiempos de Ibn Muslim.
La colaboración china y turca con los sogdianos rebeldes animó a Divashtich. Después de que los árabes se apoderaran de Penjikent, el cabecilla rebelde Divastich se retiró a su fortaleza del monte Mugh. Los archivos en idioma sogdiano encontrados en la fortaleza revelan su precaria posición y los acontecimientos que llevaron a su captura. Después de esta, el gobernador de Jorasán, Saíd al-Harashi, ordenó su crucifixión en un na'us (túmulo funerario).
Los musulmanes de Ibn Muslim conquistaron Kasgar, Samarcanda, Bujará y Paikent. Pero fueron casi expulsados por los turgueses, aliados de los sogdianos. Lo más probable es que Sulaimán ejecutara a Ibn Muslim, quien, después de tomar las ciudades de Samarcanda y Bujará, había aplastado a los partidarios sasánidas que quedaban en ellas y había asesinado a los eruditos corasmios. Ferganá, Jojand y Chach también habían sido conquistadas por Ibn Muslim.[cita requerida]
El ejército turgués de Kül Chor venció en el 721 al ejército califal de Saíd Ibn Abdu'l-Aziz cerca de Samarcanda. El sucesor de Ibn Abdu'l-Aziz, al-Jarashi, masacró a los turcos y a los refugiados sogdianos en Yuyand; los que sobrevivieron huyeron a las tierras de los turgueses. El califa Hisham envió a un nuevo gobernador a Jorasán, Muslim ibn Saíd, en el 724 con órdenes de aplastar a los «turcos» de una vez por todas, pero, enfrentados al gran kan turgués Suluk, los musulmanes alcanzaron Samarcanda a duras penas con un puñado de sobrevivientes después del llamado «Día de la Sed».
Los turgueses vencieron a los musulmanes en el 724; aquellos y los sogdianos se hallaban en guerra con los omeyas. Los sogdianos fueron sometidos por Nasr ibn Sayar después de la muerte de Sulu, gran kan de los turgueses.
El islam no se extendió ampliamente hasta el gobierno de los abasíes.
Samarcanda fue conquistada por Ibn Muslim tras la victoria omeya sobre el ejército de los turcos orientales de Kul Tegin Qapaghan. Este acudió en socorro de su vasallo, el rey de Taskent, al que a su vez el príncipe Ghurak de Samarcanda había pedido ayuda para repeler a Ibn Muslim, que lo atacaba.
Los musulmanes de Ibn Muslim debelaron finalmente a la liga enemiga formaba por territorios de Ferganá, mientras en Samarcanda y Corasmia se libraban violentos combates. Los musulmanes se apoderaron más fácilmente de Bujará. Ghurak defendía Samarcanda, en manos sogdianas, pero tuvo que capitular ante las fuerzas conjuntas arabojorezmíes y bujaríes que mandaba Ibn Muslim. Este ordenó la eliminación de los «ídolos», la construcción de una mezquita, treinta mil esclavos y dos millones doscientos mil dirhams.  El levantamiento de Dewashtich fue un ejemplo de la oposición a la islamización que siguió a la conquista de la región por los árabes.
El gran kan turgués Suluk derrotó a los sucesivos enviaos Hisham; tomó Bujará en el 728 y luego siguió infligiendo derrotas tácticas a los árabes, como la del Desfiladero. El Estado turgués estaba en su apogeo: dominaba Sogdiana y el valle de Ferganá. Dos grandes expediciones árabes a Samarcanda en el 732 lograron, bien que con grandes pérdidas, restablecer la autoridad califal en la región; Suluk renunció a Samarcanda y abandonó Bujará, retirándose al norte.
En 734, uno de los primeros seguidores de los abásidas, Al-Jariz ibn Suraich, se sublevó contra el gobierno omeya y tomó Balj y Merv antes de desertar y pasarse a los turgueses tres años después, tras ser derrotado. Suluk, junto con sus aliados Ibn Suraich, Gurak (un jefe turco-sogdiano) y hombres de Usrushana, Taskent y Yuttal emprendió una última ofensiva en el invierno 737. Entró en Jowzjan, pero fue derrotado por el gobernador omeya Asad en la batalla de Jaristán. El año siguiente, Suluk fue asesinado por su general con apoyo chino. Luego, en 739, el propio general fue asesinado por los chinos, que volvieron a extender su influencia por la Transoxiana.
Gran parte de la cultura y del patrimonio de los sogdianos se perdió en la guerra. Los nombres geográficos utilizados por los musulmanes tenían influencias sogdianas. El persa sustityó al sogdiano como lengua franca tras la conquista islámica.

## Guerras chino-árabes entre la dinastías Tang-Omeya
Las fuentes árabes afirman que Qutayba ibn Muslim arrebató brevemente la ciudad-oasis de Kasgar al Imperio chino y que tras pactar con este se retiró, pero los historiadores modernos rechazan por completo esta posibilidad.
El califato omeya destituyó a ijshid, el rey del valle de Ferganá, en el 715 y lo sustituyó por un nuevo rey, Alutar. El rey depuesto huyó a Kucha (capital del Protectorado Anxi) y solicitó la intervención de los chinos. Estos enviaron a unos diez mil soldados al mando de Zhang Xiaosong a Ferganá. El ejército chino venció a Alutar y a los ocupantes árabes en Namangán y devolvió el trono al ijshid.
El general chino Tang Jiahui desbarató el subsiguiente contraataque arabo-tibetano en la batalla de Aksu (717). El kan de los turgueses Suluk participó en el ataque a Aksu contra los chinos. Los ejércitos turgués, árabe y tibetano atacaron Uch Turfán y Aksu el 15 de agosto del 717. Los carlucos de Arsila Xian, un gran kan de los turcos occidentales que servía al general Tang Jiahui, repelieron al enemigo. El ejército árabe de Al-Yashkuri se refugió en Taskent tras la derrota.

## Últimas batallas
Los sogdianos convertidos al islam que sirvieron a los abasíes se concentraron en Samara, Bagdad, Nishapur y Merv. El advenimiento de los abasíes hizo que los señores de la región la abandonasen para servir de oficiales de los califas.
La última gran victoria árabe en Asia Central fue la de la batalla de Talas (751). El Imperio tibetano se alió con los árabes para enfrentarse a la dinastía china Tang. Como los árabes no aprovecharon la victoria para invadir Xinjiang, el choque no tuvo trascendencia estratégica, y fue la rebelión de An Lushan (756-763) la que obligó a los Tang a abandonar el Asia Central. Aunque algunos carlucos se convirtieron al islam tras la batalla de Talas, la mayoría no se hizo mahometana hasta mediados del siglo X, cuando establecieron el kanato qarajánida.
Los turcos tuvieron que esperar dos siglos y medio antes de reconquistar Transoxiana, cuando los qarajánidas se apoderaron de la ciudad de Bujará en el 999. Denis Sinor afirmó que la china injerencia en el kanato turco occidental y no la batalla de Talas fue la que acabó con la hegemonía china en Asia Central, puesto que la destrucción del gran kanato libró a los musulmanes de su principal enemigo.

### Los turcos vistos por los árabes
A los árabes medievales los turcos les parecían extraños y eran físicamente muy diferentes a ellos; los describen como «personas de rostro ancho con ojos pequeños». Los escritores musulmanes medievales percibieron el parecido entre los tibetanos y los turcos y a menudo no podían distinguirlos.

## Islamización
El proceso de islamización de los pueblos locales fue lento durante el período del califato omeya, pero se intensificó durante el siguiente período abasí. Los omeyas trataron a los pueblos no árabes como ciudadanos de segunda clase y no alentaron las conversiones, por lo que pocos fueron los conversos sogdianos al islam durante su gobierno. Por el contrario, los no árabes alcanzaron la igualdad de derechos durante el período abasí y, como resultado, el islam comenzó a extenderse por Asia Central.
Sin embargo, la conquista árabe no marcó ni el fin del budismo ni de la influencia china en la región. El kanato de Kara-Kitai, budista, arrebató gran parte de Asia Central al kanato qarajánida, musulmán, en el siglo XII. Los karajitanos también recuperaron el sistema chino de gobierno imperial, ya que China aún era respetada y estimada en la región incluso entre la población musulmana, y emplearon el chino como principal idioma oficial. Sus soberanos recibieron el apelativo de «chinos» de los autores musulmanes.

## Escritos sobre China
Escritores musulmanes como Marwazī y Mahmud Kashghārī tenían información más actualizada sobre China en sus escritos. China fue llamada así por los túrquicos después de los gobernantes Toba de los Wei del Norte, y fueron declarados por ellos como Tamghāj, Tabghāj, Tafghāj o Tawjāch. India introdujo el nombre «Maha Chin» (China mayor) lo que causó que hubiera dos nombres diferentes para China en persa, «chīn» y «māchīn» (چين, ماچين), correspondientes al árabe ṣīn y māṣīn (صين ماصين). Los dos términos originalmente se referían, respectivamente, al sur y al norte de China, pero luego la definición cambió y al sur se le llamó «Machin» y al norte como «Chin». La dinastía Tang china había controlado la ciudad-oasis de Kashgar desde las «Cuatro guarniciones» del protectorado de Anxi, y esto llevó a escritores como Kashghārī a situar Kashgar dentro de la definición de China (Ṣīn). Yugur (uigures amarillos o yugures occidental) y Khitai o Qitai fueron clasificados como «China» por Marwazī mientras escribía que Ṣīnwas estaba bordeado por Maṣīn. Otra ortografía fue "Mahachin".
Escritores musulmanes como Marwazī escribieron que Transoxania era una antigua parte de China, que conservaba el legado del dominio de los chinos Tang sobre esta área. Los escritores musulmanes veían a Jitai, el reino uigur de Gansu y Kashgar como parte de «China», cultural y geográficamente con los musulmanes de Asia Central, que conservaban el legado del gobierno chino en Asia Central usando títulos como «kan de China» (تمغاج خان) (Tamghaj Kan o Tawgach) en túrquico y «rey del Este en China» (ملك المشرق (أو الشرق) والصين) (malik al-mashriq (o al-sharq) wa'l-ṣīn) en árabe para los gobernantes musulmanes karajanidas y sus ancestros carlucos.
El título «Malik al-Mashriq wa'l-Ṣīn» fue otorgado por el califa abasí al kan Tamghaj, el kagan de Samarcanda Yūsuf b. Ḥasan. A partir de entonces, el título de kan Tamghaj apareció en monedas y escritos, y continuó siendo utilizado por los gobernantes orientales y occidentales karajanidas: el uso por parte de los Kara-jitan de artículos chinos como monedas, sistema de escritura, tabletas, sellos, productos artísticos como porcelanas, espejos, jade y otras costumbres chinas apuntaban a atraer a la población local musulmana de Asia Central, que consideraba a Asia Central como antiguos territorios chinos y veía que los vínculos con China eran prestigiosos.
Fakhr al-Dīn Mubārak Shāh identificó a «Turkestan» y «Chīn» (China) con la identificación de China como el país donde se encontraban las ciudades de Balāsāghūn y Kashghar.
Aunque en el urdu moderno, «Chin» significa China, este término se refería a Asia Central en el tiempo de Muhammad Iqbal, por lo que Iqbal escribió que «Chin es nuestro» (en referencia a los musulmanes) en su canción Tarana-e-Milli.
Aladino, una historia islámica árabe que se desarrolla en China, puede haberse referido a Asia Central.
En la epopeya persa, Shahnameh, Chin y Turquestán son considerados como la misma entidad, y el kan de Turquestán se llama el kan de Chin.